# Lex Poetelia Papiria
La Lex Poetelia Papiria fue una norma aprobada en la Antigua Roma que abolió indirectamente la forma contractual del Nexum. Por virtud del Nexum se establecía la responsabilidad personal por las deudas, a diferencia de lo que ocurre hoy día, cuando dicha responsabilidad es sólo patrimonial.
Dispuso la prohibición del encadenamiento, la venta y el derecho de dar muerte a los nexi. A partir de esta ley el acreedor se separa del derecho de propiedad, y el cumplimiento de la obligación no recae sobre la persona del deudor, sino sobre su patrimonio, que es considerado la prenda común de los acreedores.
Livio data la Ley Poetelia Papiria en el 326 a. C., durante el tercer consulado de Cayo Petelio Libón Visolo, mientras que Marco Terencio Varrón la sitúa en el 313 a. C., durante la dictadura de Petelio.